# Demons & Wizards (album, Demons & Wizards)
Demons & Wizards je debutové studiové album powermetalového hudebního projektu Demons & Wizards. Vydáno bylo v roce 1999 vydavatelstvím SPV a kromě zakladatelů projektu a skladatelů Jona Schaffera a Hansiho Kürsche se na něm podílel kytarista Jim Morris a bubeník Mark Prator.

## Seznam skladeb
Všechny skladby napsal(i) Jon Schaffer a Hansi Kürsch. 
| Pořadí         | Název                | Délka |
| -------------- | -------------------- | ----- |
| 1.             | Rites of Passage     | 0:54  |
| 2.             | Heaven Denies        | 5:20  |
| 3.             | Poor Man's Crusade   | 4:01  |
| 4.             | Fiddler on the Green | 5:56  |
| 5.             | Blood on My Hands    | 4:44  |
| 6.             | Path of Glory        | 4:58  |
| 7.             | Winter of Souls      | 5:47  |
| 8.             | The Whistler         | 5:15  |
| 9.             | Tear Down the Wall   | 4:48  |
| 10.            | Gallows Pole         | 5:22  |
| 11.            | My Last Sunrise      | 4:43  |
| 12.            | Chant                | 0:54  |
| Celková délka: | Celková délka:       | 57:43 |

## Obsazení
- Hansi Kürsch – zpěv
- Jon Schaffer – kytara, basová kytara
- Jim Morris – sólová kytara
- Mark Prator – bicí